# A.C. Milan w sezonie 1951/1952

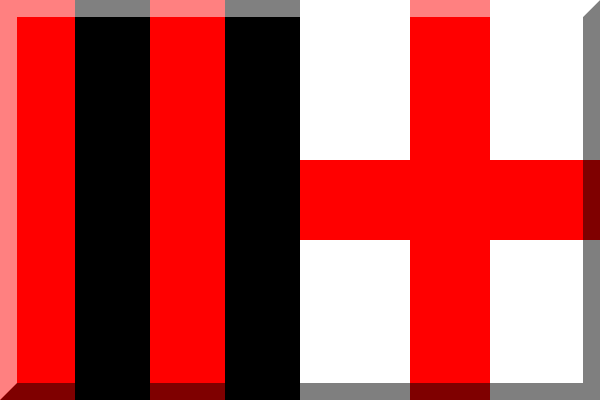
Klubowe barwy Milanu

Osiągnięcia piłkarskiego zespołu A.C. Milan w sezonie 1951/1952.

## Osiągnięcia
- Serie A: 2. miejsce

## Podstawowe dane
- Oficjalna nazwa klubu: Associazione Calcio Milan
- Siedziba klubu: Corso Venezia 36
- Boisko: San Siro
- Prezes klubu:  Umberto Trabattoni
- Trener zespołu:  Lajos Czeizler[1]
- Kapitan drużyny:  Andrea Bonomi